# Vladimir Raičević
Vladimir Raičević, serb Владимир Раичевић (ur. 2 maja 1949 w Travniku) – serbski szachista, arcymistrz od 1976 roku.

## Kariera szachowa
Wielokrotnie startował w finałach indywidualnych mistrzostw Jugosławii, największy sukces odnosząc w 1979 r. w Bjelovarze, gdzie zdobył srebrny medal (zwyciężył wówczas Ivan Nemet). Odniósł szereg sukcesów w turniejach międzynarodowych, z których jednym z największych było samodzielne zwycięstwo w turnieju Bosna w Sarajewie (1978). Do innych jego znaczących rezultatów należą m.in.: III m. w Somborze (1974, za Janem Timmanem i Borisem Gulko), III m. we Vrnjačkiej Banji (1974), III m. w Nowym Sadzie (1974), I-II m. we Vrnjačkiej Banji (1976), I m. w Belgradzie (1977), II-III m. w Somborze (1978), III m. w Odžaci (1978), II-III m. w Baden (1980), I m. w Valjevie (1984) oraz dz. III m. w Pančevie (1985, za Danielem Camporą i Aldo Haïkiem, wspólnie z Amadorem Rodriguezem i Ivanem Moroviciem Fernandezem).
Najwyższy ranking w karierze osiągnął 1 maja 1974 r., z wynikiem 2490 punktów dzielił wówczas 95-103. miejsce na światowej liście Międzynarodową Federację Szachową, jednocześnie dzieląc 9-11. miejsce wśród jugosłowiańskich szachistów). Od 1993 r. w turniejach klasyfikowanych przez Międzynarodową Federację Szachową uczestniczy sporadycznie.